# Homo floresiensis
Homo floresiensis (pol. Człowiek z Flores) – wymarły gatunek hominida, wyróżniający się drobną budową ciała i niewielkim mózgiem, odkryty w 2003 w Liang Bua – wapiennej jaskini na indonezyjskiej wyspie Flores. Ostatnie szczątki jego przedstawicieli, czyli niemal kompletny szkielet kobiety, datuje się na około 50 tysięcy lat. W pobliżu odkryto też szczątki ośmiu innych przedstawicieli tego gatunku oraz kamienne narzędzia datowane na okres od 50 do 190 tysięcy lat.
Flores cieszy się sławą zaginionego świata, gdzie gatunki dawno wymarłe w innych częściach świata żyły jeszcze stosunkowo niedawno, bądź żyją nadal, przybrawszy formy skarlałe lub gigantyczne poprzez specjację allopatryczną. Istnieje możliwość, że Homo floresiensis przez pewien czas istniał równolegle z człowiekiem współczesnym, który przybył w te rejony prawdopodobnie około 55–35 tys. lat temu (dotychczas nie znaleziono na to dowodów w postaci szczątków Homo sapiens z tego okresu na okolicznych wyspach). Nie wiadomo jednak, czy oba gatunki w jakikolwiek sposób oddziaływały na siebie.
Z tego też względu pierwsze wyniki badań szczątków kobiety z Flores, datujące jej śmierć na około 12 tysięcy lat wstecz, wywołały wielkie poruszenie w kręgach akademickich, gdyż taki fakt czyniłby ten gatunek ostatnim zamieszkującym ziemię hominidem nienależącym do grupy Homo sapiens. Wywnioskowano to ze znalezionych szczątków karłowatego stegodona – trąbowca, blisko spokrewnionego ze słoniem indyjskim, oraz wielkich jaszczurek, spokrewnionych z waranami z Komodo. W 2016 roku wyszło jednak na jaw, że wspomniane badania zostały przeprowadzone nierzetelnie, a ostatnia stwierdzona przedstawicielka Homo floresiensis umarła przed około pięćdziesięcioma tysiącami lat. 
Nie jest wykluczone, że część jej towarzyszy, których pozostałości nadal nie odkryto, przetrwała w dżungli znacznie dłużej (co mogą sugerować żywe wśród floreskich tubylców jeszcze w XIX wieku legendy o Ebu Gogo, małym owłosionym człowieku), czy Orang-pendku. 
Odkrywcy Homo floresiensis nazywają go „hobbitem”, poprzez skojarzenie go z postacią z dzieła J.R.R. Tolkiena.

## Odkrycie
Odkrycie dokonane zostało przez australijsko-indonezyjski zespół paleoantropologów i archeologów poszukujących na Flores śladów migracji Homo sapiens z Azji do Australii. Naukowcy nie spodziewali się, że natkną się na szczątki siedmiu osobników nieznanego gatunku pochodzące z różnych okresów między 95 do 50 tys. lat temu.
Szczątki nie były skamieniałe – artykuł w Nature określa ich stan jako podobny do konsystencji mokrej bibuły. Naukowcy mają nadzieję, że uda się wyodrębnić z nich mitochondrialny DNA i porównać go z DNA Homo neanderthalensis i H. sapiens. Szanse na to są jednak niewielkie, gdyż w klimacie tropikalnym DNA szybko rozpada się, nawet w przeciągu kilkudziesięciu lat. Prawdopodobne jest również zanieczyszczenie próbek substancjami pochodzącymi z wilgotnego otoczenia.

## Pochodzenie człowieka z Flores
Za bezpośredniego przodka człowieka z Flores uważany był początkowo człowiek wyprostowany Homo erectus, ten sam, z którego miał wyewoluować człowiek rozumny H. sapiens. H. erectus był mniej więcej wzrostu człowieka rozumnego, jednak przypuszcza się, że w środowisku o ograniczonych zasobach żywnościowych, jakim jest Flores, uległ on skarłowaceniu. Podobnemu skarleniu uległo kilkanaście innych gatunków żyjących na Flores, na przykład wspomniany stegodon. Badania porównawcze, prowadzone pod kierownictwem dr Debbie Argue z Australijskiego Uniwersytetu Narodowego, dowiodły, że człowiek z Flores jest gatunkiem bliźniaczym w stosunku do człowieka zręcznego H. habilis – oba gatunki miały wspólnego przodka.
Mimo różnic w wielkości Homo floresiensis przypomina H. erectus, o którym wiadomo też, że zamieszkiwał południową Azję w tym samym mniej więcej czasie co najstarsze ze znalezionych okazów człowieka z Flores. Zaobserwowane podobieństwa są podstawą do stwierdzenia pokrewieństwa filogenetycznego.
Przełomem w badaniu pochodzenia człowieka z Flores było odnalezienie zębów oraz fragmentu żuchwy sprzed 700 tysięcy lat, łączących w sobie cechy Homo floresiensis oraz H. erectus. Według naukowców prowadzących wykopaliska, z których pochodzą owe szczątki, mogły one być dowodem wyewoluowania H. floresiensis z człowieka wyprostowanego. Wskazywali oni na fakt istnienia artefaktów, sugerujących przybycie grupy osobników H. erectus na wyspę około milion lat temu. Jak jednak dowiodły późniejsze badania, żuchwa H. floresiensis posiadała bardziej archaiczną budowę niż H. erectus.

## Budowa ciała
Najlepiej zachowane szczątki człowieka z Flores tworzą prawie kompletny szkielet i prawie nieuszkodzoną czaszkę około 30-letniej kobiety wzrostu około 1 metra. Jest to znaczna redukcja rozmiarów ciała nie tylko w porównaniu z Homo erectus, ale również w stosunku do trzy miliony lat wcześniejszego australopiteka, który prawdopodobnie nie rozprzestrzenił się poza Afrykę. Homo floresiensis jest więc najmniejszym znanym przedstawicielem rodziny człowiekowatych. Odkryte na Flores szczątki posiadają również szereg cech niespotykanych razem u żadnego innego znanego hominida.
Również w porównaniu z najmniejszymi przedstawicielami człowieka współczesnego rozmiary człowieka z Flores są niewielkie: Pigmeje afrykańscy mierzą do 150 cm, a przedstawiciele plemion Twa, Semang i ludów zamieszkujących Andamany osiągają około 135 cm. Jeśli chodzi o masę ciała, to ta różnica jest jeszcze bardziej rzucająca się w oczy – masa typowego człowieka z Flores mogła dochodzić do około 25–30 kg.
Homo floresiensis miał natomiast względnie długie ramiona, które prawdopodobnie, w razie niebezpieczeństwa, ułatwiały mu wspinanie się na drzewa.

## Inteligencja
Oprócz niewielkich rozmiarów ciała Homo floresiensis charakteryzował się też niewielkim mózgiem. Mózg omawianej kobiety miał objętość około 380 cm³, czyli dolną granicę objętości mózgów szympansów lub australopiteka. Jest też znacznie zredukowany w stosunku do Homo erectus, który miał mózg przeszło dwukrotnie większy (około 980 cm³). Tym niemniej, proporcja masy mózgu do masy ciała jest u człowieka z Flores niemal taka sama jak u jego domniemanego przodka, co oznacza, że oba gatunki mogły wykazywać podobną inteligencję. Znaleziska zdają się potwierdzać tę tezę.
W pobliżu szczątków znaleziono ślady ognia używanego do przyrządzania jedzenia oraz narzędzia kamienne bardzo podobne do złożonych narzędzi z epoki górnego paleolitu. Te ostatnie wytwarzane były przez człowieka współczesnego, którego objętość mózgu mieści się w granicach 1310–1450 cm³, czyli jest cztery razy większa od mózgu człowieka z Flores. Niektóre z narzędzi były prawdopodobnie używane do polowań na stegodony, co wymagało komunikacji i współpracy między jednostkami.
Podczas ostatniego zlodowacenia Flores pozostała w izolacji od reszty lądu, co nasuwa przypuszczenie, że człowiek z Flores lub jego przodkowie musieli drogą wodną dotrzeć na wyspę, być może na tratwach z bambusa, około 100 000 lat temu. Świadczyłoby to o poziomie technologicznym i umiejętnościach współpracy na poziomie porównywalnym do człowieka współczesnego i potwierdzałoby tezę, że człowiek z Flores posługiwał się mową.

## Wyginięcie
W kręgach akademickich popularne jest przekonanie, że tak jak miało to miejsce w przypadku neandertalczyka, ostateczną zgubę Homo floresiensis mógł przynieść kontakt z człowiekiem współczesnym oraz przegrana krótko później walka o zasoby. Nie wyklucza się jednak, że człowiek z Flores mógł przetrwać w innych częściach wyspy, a jego sporadyczne kontakty z ludźmi zamieszkującymi na niej stały się źródłem opowieści o Ebu Gogo, małym, owłosionym, posługującym się prostym językiem, mieszkańcem jaskiń. Powszechne jest przekonanie, że Ebu Gogo żyły jeszcze pięćset lat temu, w czasach kolonizacji wyspy przez Holendrów, a sporadycznie były napotykane jeszcze pod koniec XIX wieku.
Również na Sumatrze zanotowano ślady wysokiego na metr humanoida, Orang Pendek, a część uczonych poważnie traktuje przypisywane mu odciski stóp i kawałki sierści. Uczeni pracujący na Flores nie wykluczają, że humanoid z Sumatry może być człowiekiem z Flores, któremu udało się przetrwać.

## Kontrowersje
Opublikowanie wyników badań datujących człowieka z Flores na zaledwie 12 000 lat temu uznano z miejsca za najważniejsze odkrycie ostatnich lat i wywołało burzę w społeczności antropologów, stawiając też przed nimi nowe wyzwania. I chociaż teza tak późnego wymarcia Homo floresiensis została ostatecznie obalona w 2016 r., to gatunek ten wciąż pozostaje tak diametralnie różny od innych przedstawicieli rodzaju Homo, że zmusza do przyznania temu rodzajowi większej niż przypuszczano zmienności w obrębie grupy oraz potwierdza tezę o rozwoju intelektu niezależnie od linii ewolucyjnej.
Nie wszyscy naukowcy zgadzają się z odkrywcami, że jest to nowy gatunek człowieka. Sceptycy uważają, że znalezione szczątki należały do patologicznych osobników Homo sapiens, o czym świadczy ich mały mózg. Według sceptyków, jeśli Homo floresiensis kurczyłyby się zgodnie z prawami allometrii i regułą wyspy (tzw. karłowacenie wyspowe), musiałby mieć ciało o masie kilku kilogramów, czyli podobnej do kota. Obecnie wśród przeciwników odrębności króluje hipoteza mikrocefalii, choroby objawiającej się małą objętością mózgoczaszki. Samych zespołów chorobowych których jednym z objawów jest mikrocefalia znanych jest obecnie 180.
Istnieje kilka innych hipotez próbujących rozwikłać zagadkę człowieka z Flores: zespół Larona, a także kretynizm.
Odnalezienie szczątków w Liang Bua ożywiło spory o pochodzenie człowieka współczesnego.